# Fairfield, Connecticut
Fairfield  este un oraș în statul Connecticut, SUA.
Se află la o altitudine de 18 m deasupra nivelului mării. Are o suprafață de 31,38 de milă pătratăi. Populația este de 61.512 locuitori, determinată în 1 aprilie 2020, prin recensământ.